# Ras el-Hanout
Ras el hanout či rass el hanout (arabsky رأس الحانوت raʾs al-ḥānūt) je severoafrická směs koření, která obvykle obsahuje skořici, muškátový oříšek, kardamom, kurkumu, nové koření, hřebíček, chilli a pepř.  Její arabský název znamená „vrchol obchodu“ a naznačuje, že jde o to nejlepší koření, které může obchodník nabídnout. Tato směs se používá do celé řady pikantních pokrmů. Někdy se vtírá do masa, jindy se přimíchává do rýže.
Neexistuje žádná definitivní či přesně určená kombinace koření, jež by tvořila ten pravý ras el hanout. Každá společnost, obchodník či jednotlivec může mít svoje vlastní složení směsi, jež se může skládat z tuctu různých druhů koření. K obvykle používaným přísadám uvedeným výše se často přidává ještě pískavice, mletá sladká paprika a římský kmín. Některé kořenící přísady mohou být typické pouze pro určitou oblast, jako například plody jeřábu ptačího, šáchor jedlý, rajský pepř, kořen kosatce německého, drmek obecný, pepř kubebový či sušená růžová poupata. Přísady se mohou před rozemletím a smícháním také opražit.

## Zajímavost
V minulosti se do ras el hanoutu někdy pro své afrodisiakální účinky přimíchávaly i španělské mušky, ale jejich prodej byl v Maroku v 90. letech 20. století zakázán.